# Pheidole holmgreni
Pheidole holmgreni är en myrart som beskrevs av Wheeler 1925. Pheidole holmgreni ingår i släktet Pheidole och familjen myror.

## Underarter
Arten delas in i följande underarter:
- P. h. festata
- P. h. holmgreni